# 西海道鎮台
西海道鎮台（さいかいどうちんだい）は、1871年（明治4年）に設置が決められた、日本陸軍の部隊である。日本に2つ置く鎮台の1つで、同年中に鎮西鎮台に改組された。

## 解説
1871年6月10日（明治4年4月23日）、太政官布告第200号により、全国に置く鎮台の最初の2つとして設置が決められた。同年6月4日（4月17日）に兵部省がまず東西に鎮台をおいて漸次各道に及ばすべきと伺を出したのをうけたもので、その東が石巻の東山道鎮台、西がこの西海道鎮台である。西海道鎮台は、本営を小倉（現在の北九州市内）に、分営を博多（現在の福岡市内）と日田に置くこととされた。
鎮台は廃藩置県で消滅する藩の常備兵にかわるもので、ゆくゆくは徴兵制による部隊になるとも期待されていた。しかし当面は旧藩の兵士を鎮台の兵士として採用するより他になく、西海道鎮台には熊本藩と佐賀藩から兵1大隊ずつを出させた。
同年10月4日（8月20日）に兵部省が全国に4鎮台を置くことを決定すると、西海道鎮台は廃止され、替わって鎮西鎮台が熊本に設置された。